# OWN
OWN: The Oprah Winfrey Network (own с англ. — «собственный, личный») — американский кабельный телеканал, основанный Опрой Уинфри. Канал был запущен 1 января 2011 года.

## Программирование
Объявлено, что планируется множество различных шоу, как реалити-шоу, так и дневные ток-шоу. Планируется прайм-тайм шоу «Oprah’s Search for the Next TV Star», где зрителям предоставится возможность выбрать преемника Опры.
Эштон Кутчер и его производственная студия произвели несколько шоу для канала.
Рози О'Доннелл будет вести собственное дневное ток-шоу на канале с осени 2011 года. Шоу было закрыто весной 2012 года из-за невысоких рейтингов.
26 июля 2010 года было объявлено, что Сара, герцогиня Йоркская будет звездой собственного прайм-тайм шоу.
«Шоу Опры Уинфри», которое она вела в течение 25 лет, было закрыто осенью 2011 года, Опра опровергла информацию о том, что она будет его вести на собственном канале, однако она заявила, что готовит свой новый проект, который будет выходить два или три раза в неделю.

### Оригинальные сериалы
В конце 2012 года Уинфри объявила о новой стратегии канала по производству оригинальных сериалов для привлечения женской аудитории. Летом 2013 года к их списку добавились возрожденные в интернете месяцем ранее мыльные оперы «Все мои дети» и «Одна жизнь, чтобы жить».
- Имущие и неимущие (2013 —)
- Возлюби ближнего своего (2013 —)
- Хорошо это или плохо (2013 —)[8]
- Если любить тебя неправильно (2014 —)
- Королева сахарных плантаций (2016)
- Гринлиф (2016)